# Акустико-мнестическая афазия
Акустико-мнестическая афазия — нарушения речи амнестического типа, при которых у больного снижается объём слухоречевой памяти, то есть при предъявлении на слух группы слов, не связанных между собой по смыслу, больной с акустико-мнестической афазией может запомнить до трёх слов, а иногда и до двух элементов. При данной форме афазии у больных возникает непонимание устной речи, поскольку её понимание в значительной степени зависит от запоминания слухоречевого сообщения. Также у таких больных имеются отчётливые трудности в активной устной речи в виде поиска нужных слов, их речь характеризуется скудностью, частыми пропусками слов (обычно существительных).
Акустико-мнестическая афазия возникает при поражении средних отделов левой височной области, расположенных вне ядерной зоны слухового анализатора. Это верхние отделы 21-го и частично 37-го полей.

## Общие сведения
Акустико-мнестическая афазия как самостоятельная форма афазии впервые была описана А. Р. Лурия в 1947 году. Он отмечал, что в этом случае фонематический слух остается сохранным или же нарушается частично и только в условиях соответствующей «нагрузки». Больные легко повторяют отдельные слова, понимают слова, не проявляют никаких явных признаков «отчуждения» смысла слова, часто они могут правильно записывать под диктовку, допуская ошибки лишь в тех случаях, когда слова оказываются незнакомыми или сложными по своему звуковому составу. Больной, как правило, хорошо удерживает одно слово (или даже одну короткую фразу) и может воспроизвести ее после интервала в 1-2 минуты, но запоминание даже короткой серии, предъявленной на слух, вызывает большие затруднения — больной воспроизводит либо первое, либо последнее слово.
Характерно, что следы зрительно предъявленных серий знаков (например, геометрических фигур) удерживаются значительно лучше, чем следы предъявленных на слух словесных сигналов.
Вследствие акустико-мнестической афазии у больных снижается скорость переработки словесной информации. Для правильного воспроизведения образца (слова, слога или буквы) им требуется предъявлять задание медленно и с небольшими интервалами, так как в противном случае может возникнуть уже вторичное забывание материала. Учитывая это, школа А. Р. Лурии выделяла по крайней мере один механизм, который может лежать в основе этого нарушения. Этим механизмом может быть повышенное про- и ретроактивное торможение ослабленных слухоречевых следов. Проактивное торможение заключается в невозможности больного повторить какие-либо элементы словесного последовательного материала кроме одного-двух первых слов. Это торможение, направленное в ряду речевых элементов «вперед». Ретроактивное торможение проявляется в виде воспроизведения последнего слова ряда (или слов) и забывания предшествующих слов. Это торможение, направленное в ряду речевых элементов «назад». У больных этой группы также можно видеть явления словесной реминисценции — лучшего воспроизведения словесного материала через несколько часов после его предъявления.
Больные с акустико-мнестической афазией в своей речи активно используют интонацию, пытаясь с её помощью передать содержание сообщения. Часто слова сопровождаются усиленной жестикуляцией, которая также в определенной степени компенсирует речевой дефект.

## Диагностика
Акустико-мнетическая афазия может быть диагностирована с помощью методики заучивания 5-6 слов, двух групп по 3 или по 2 слова, двух предложений, двух небольших рассказов. Здесь возможны варианты как непосредственного запоминания, так и отсроченного воспроизведения запоминаемых слов, предложений, рассказов.